# Huaxinghui
La Huaxinghui (chino tradicional: 華興會; chino simplificado: 华兴会; pinyin: Huáxīng Huì; Wade-Giles: Hua-hsing hui), comúnmente traducida como Sociedad de Avivamiento de China o Sociedad del Surgimiento, fue fundada por Huang Xing y Zhang Shizhao el 15 de febrero de 1904 con la elección de Huang Xing como su presidente, en Changsha, Hunan, con el objetivo político explícito de derrocar a la dinastía Qing y establecer un país democrático y libre. Muchos de sus miembros se convirtieron más tarde en figuras clave de Tongmenghui.

## Antecedentes
En 1903, el Imperio Ruso hizo siete advertencias a la dinastía Qing en un intento de invadir y ocupar el noreste de China. Esta acción sacudió Japón. El Asahi Shimbun publicó por primera vez esta noticia, y los estudiantes chinos que estudiaban en Japón organizaron una conferencia en el Kinkikwan (錦輝館) en Tokio. A principios de junio, Huang Xing regresó a China desde Japón como "atleta" de la Asociación de Educación Nacional y del Ejército (軍國民教育會) y planeó nuevas acciones en Hunan y Hubei. El 4 de noviembre de 1903, en nombre de la celebración de su trigésimo cumpleaños, Huang Xing invitó a Liu Kuiyi (劉揆一), Song Jiaoren, Zhang Shizhao y otros a celebrar una reunión secreta en la casa de Peng Yuanxun (彭淵恂). Decidió organizar un grupo revolucionario anti-Qing, y lo llamó "Compañía Huaxing" (華興公司) de cara al exterior. Los miembros del grupo ascendían a cientos de personas, en su mayoría intelectuales. Su propósito era "expulsar a los bárbaros tártaros y revivir al Zhonghua" (驅除韃虜，復興 中華); su estrategia era lanzar una guerra en Hunan, y las provincias respondieron "ir directamente a por los Youyan" (直搗 幽燕).

## Historia
La Sociedad de Avivamiento de China estaba dominada por estudiantes de Hunan que habían regresado de Japón. Sin embargo, desde el principio mantuvo fuertes lazos con sociedades secretas, especialmente con la Ko Lao Hui, cuya estructura organizativa era paralela a la Huaxinghui, particularmente en el campo de la cadena de mando militar. Esto se conecta con el objetivo principal de la Huaxinghui: "expulsar a los tártaros" mediante el asesinato de importantes funcionarios manchúes.
Después de dos complots fallidos, en noviembre de 1904 y principios de 1905, Huang Xing huyó a Japón. Allí conoció a Sun Yat-sen en el verano de 1905 por primera vez en Tokio, con el fin de discutir la posibilidad de la fusión de la Xingzhonghui de Sun y la Huaxinghui. Se llegó a un compromiso y Huang decidió apoyar plenamente a Sun. En este punto, la Huaxinghui había dejado de existir. El 20 de agosto de 1905, Sun Yat-sen fue elegido Tsung-li (Primer Ministro) del nuevo partido llamado Tongmenghui. Hoy en día, los historiadores generalmente están de acuerdo en que sin la participación de la Huaxinghui, la fundación de la Tongmenghui no habría sido posible.